# Avaz Twist Tower
De Avaz Twist Tower is een wolkenkrabber in de Bosnische hoofdstad Sarajevo. De toren is in gebruik als kantoorgebouw en het hoofdkwartier van de krant Dnevni Avaz. Het is het hoogste gebouw van voormalig Joegoslavië.
Het gebouw werd tussen 2006 en 2008 gebouwd naar een ontwerp van Faruk Kapidžić. In architectonisch opzicht valt de Avaz Twist Tower op door de draaiing van de zijden, het ontwerp lijkt op de Turning Torso in Malmö, Zweden. Het gebouw is 142 meter hoog met een antenne van nog eens 30 meter op het dak. Op 100 meter hoogte bevindt zich een restaurant en nog een paar verdiepingen hoger is er een uitkijkterras.

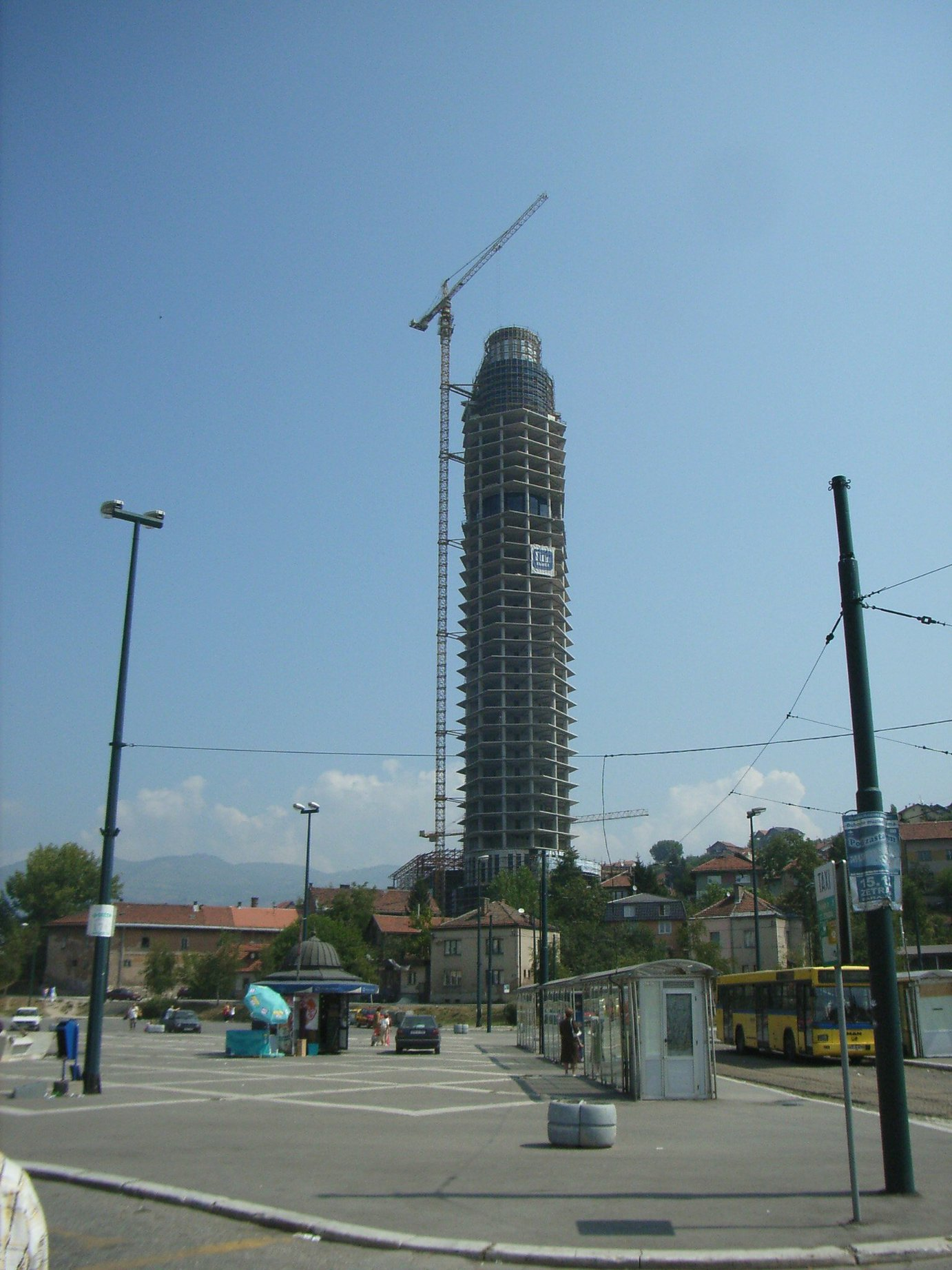
Tijdens de bouw in 2007
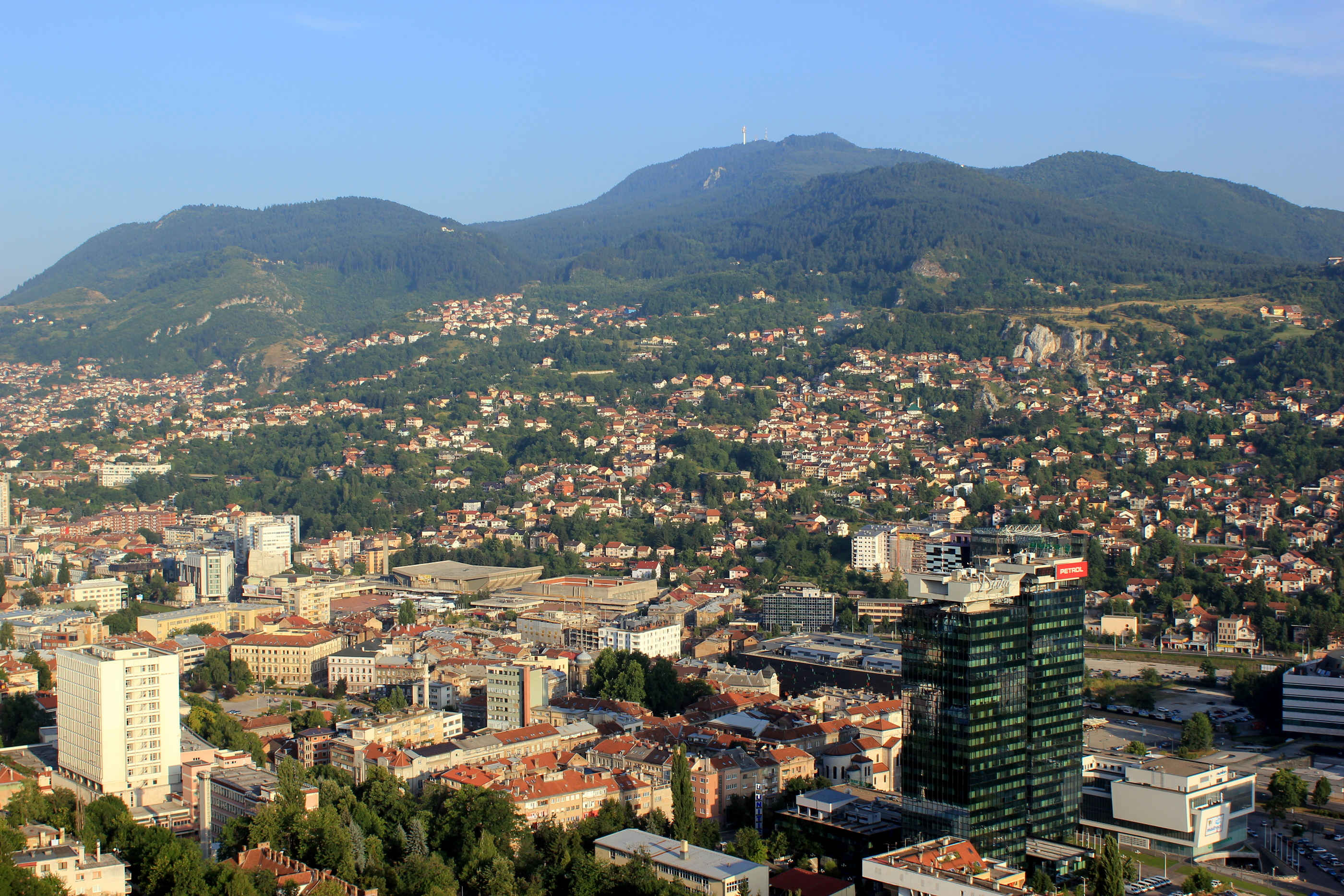
Uitzicht vanuit de toren (2015)
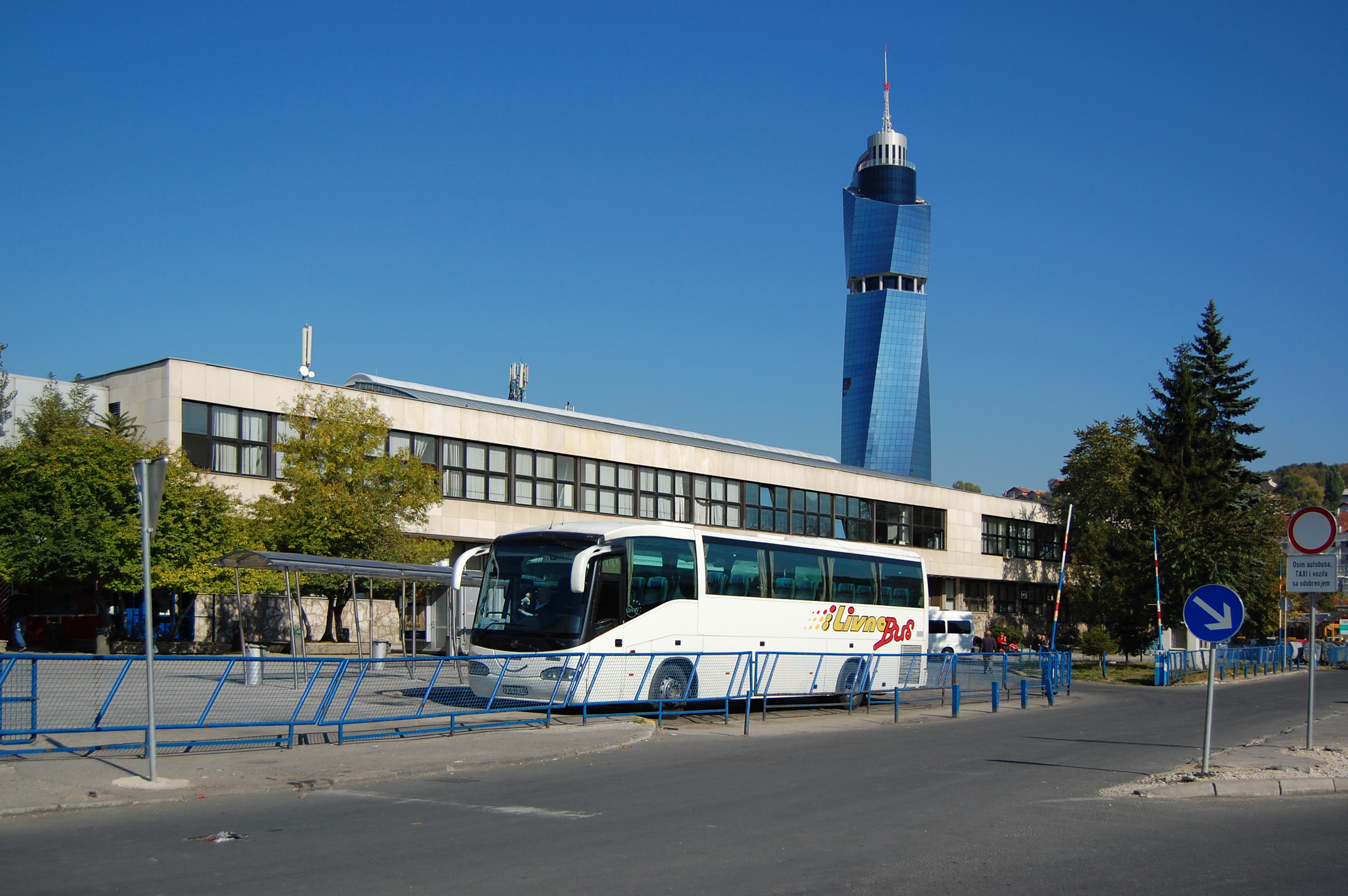
De toren achter het busstation
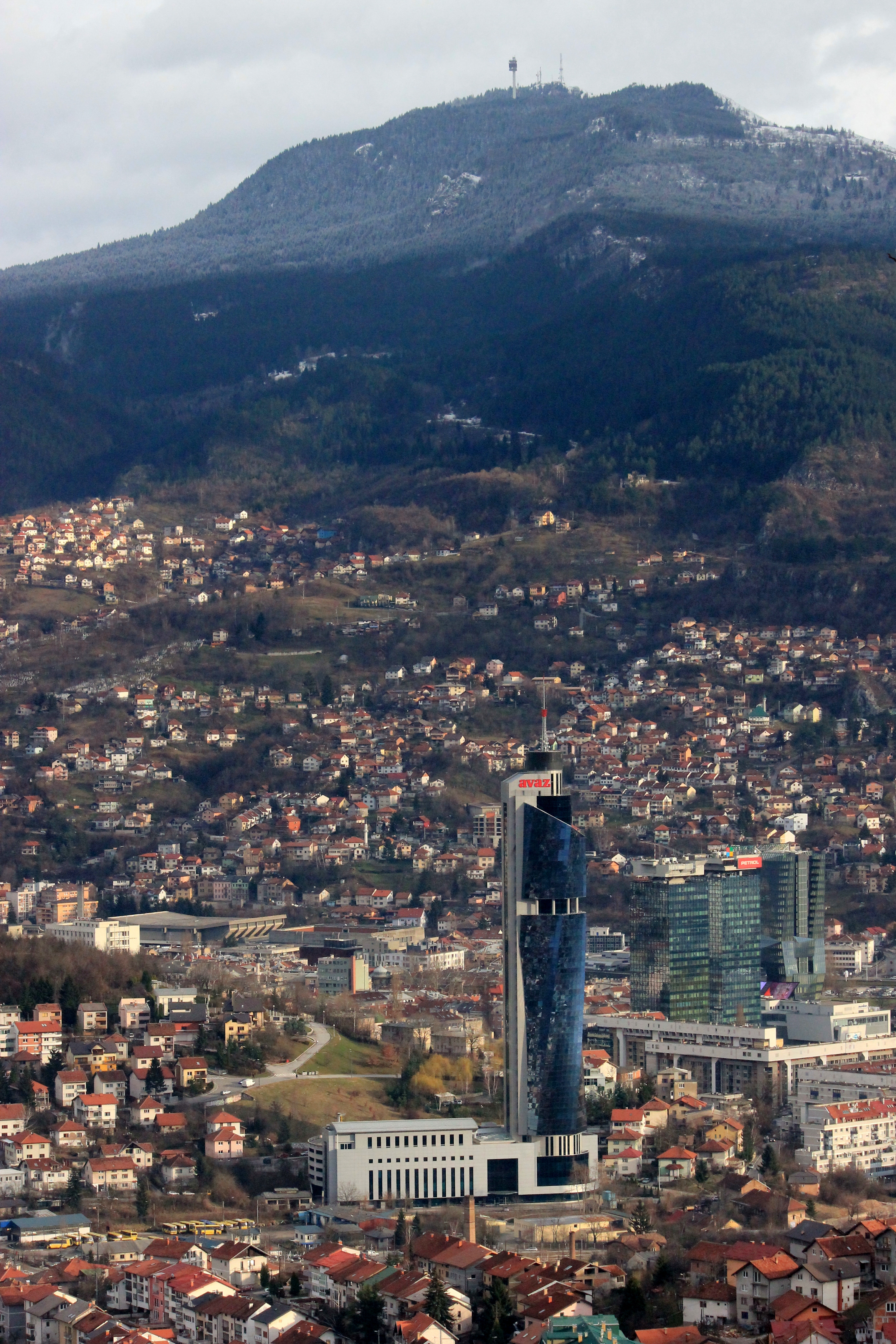
De toren en haar omgeving